# Fairplay (Maryland)
Fairplay – jednostka osadnicza w Stanach Zjednoczonych, w stanie Maryland, w hrabstwie Washington.